# David Cecil (markiz)
David George Brownlow Cecil (ur. 9 lutego 1905 w Stamford, zm. 22 października 1981 tamże) – brytyjski arystokrata i sportowiec, 6. markiz Exeter, najstarszy syn Williama Cecila, 5. markiza Exeter, i Myry Orde-Powlett, córki 4. barona Bolton. Tytuł markiza odziedziczył w 1956 r. Wcześniej nosił tytuł lorda Burghley i używał nazwiska David Burghley, pod którym występował na trzech igrzyskach olimpijskich.

## Życiorys
Wykształcenie odebrał w Eton College, Institut Le Rosey oraz w Magdelane College na Uniwersytecie Cambridge.
Burghley był zapalonym lekkoatletą. W latach 1929-1931 był mistrzem Wielkiej Brytanii w biegach na 120 jardów, a w latach 1926-1928 i 1930-1932 na 440 jardów przez płotki. Brał udział w trzech igrzyskach olimpijskich. W Paryżu w 1924 odpadł w eliminacjach biegu na 110 metrów przez płotki. W Amsterdamie w 1928 odpadł wprawdzie w półfinale biegu na 110 metrów przez płotki, ale za to wygrał z przewagą 0,2 sekundy bieg na 400 metrów przez płotki. Na kolejne Igrzyska, do Los Angeles w 1932 pojechał jako członek brytyjskiej Izby Gmin (był nim od 1931 r., reprezentując okręg wyborczy Peterborough). Zdobył na nich srebrny medal w sztafecie 4 × 400 metrów (razem z Crewem Stoneleyem, Thomasem Hampsonem i Godfreyem Ramplingiem).
Burghley był faworytem w biegu na 400 m przez płotki, ale dzień przed startem w Los Angeles dowiedział się, że jego główny rywal, Glenn Hardin, w dniu otwarcia igrzysk, jako chorąży reprezentacji USA, stał przez dwie godziny na słońcu. Burghley nie brał udziału w defiladzie, jednak ubrał się podobnie i stanął w pełnym słońcu na dwie godziny. Drugiego dnia nie zdobył medalu – był dopiero czwarty.
Jako reprezentant Anglii zdobył trzy złote medale na pierwszych igrzyskach Imperium Brytyjskiego w 1930 w Hamilton: w biegach na 120 jardów przez płotki i 440 jardów przez płotki oraz w sztafecie 4 × 440 jardów.
Burghley trenował bieg przez płotki w charakterystyczny sposób. Zawsze kładł na płotku pudełko zapałek i starał się przeskakiwać nie poruszając pudełka. W 1927 r., kiedy kończył naukę w Cambridge, zdumiał wszystkich przebiegając wokół dziedzińca Trinity College w czasie, kiedy zegar kolegium wybijał godzinę dwunastą (było to inspiracją sceny w filmie Rydwany ognia z 1981 r. w reżyserii Hugh Hudsona, gdzie jeden z głównych bohaterów, Harold Abrahams, dokonuje podobnego wyczynu. Na postaci Burghleya wzorowana jest postać lorda Andrew Lindsaya, granego przez Nigela Haversa). Jego kolejnym rekordem było przebiegnięcie najwyższego pokładu Queen Mary w czasie 57 sekund.
Po zakończeniu kariery zawodniczej Burghley (po 1956 r. już jako markiz Exeter) był przewodniczącym British Amatour Athletic Association przez 40 lat, Międzynarodowej Amatorskiej Federacji Lekkiej Atletyki w latach 1946-1976 oraz członkiem Międzynarodowego Komitetu Olimpijskiego przez 48 lat. Był również przewodniczącym Komisji Organizacyjnej Letnich IO w Londynie w 1948 r. W latach 1949-1952 był rektorem University of St Andrews.

## Życie prywatne
10 stycznia 1929 r. w Londynie, Burghley poślubił lady Mary Theresę Montagu-Douglas-Scott (ur. 4 marca 1904, zm. w czerwcu 1984), córkę Johna Montagu-Douglasa-Scotta, 7. księcia Buccleuch i lady Margaret Alice Bridgeman, córki 4. hrabiego Bradford. Małżeństwo zakończyło się rozwodem w 1946 r. David i Mary mieli razem syna i trzy córki:
- Davina Mary Cecil (ur. 29 czerwca 1931), żona Johna Vane'a, 11. barona Barnard
- John William Edward Cecil (ur. 1 czerwca 1933, zm. 6 lipca 1934)
- Gillian Moyra Katherine Cecil (ur. 8 marca 1935), żona sir Gilles'a Floyda, 7. baroneta. Ma dzieci
- Angela Mary Rose Cecil (ur. 21 maja 1938), żona Williama Oswalda. Ma dzieci

12 grudnia 1946 r. David poślubił Dianę Mary Henderson (ur. 10 stycznia 1911), córkę Arona Hendersona i Helen Madelin Gordon, córkę gen. Evansa Gordona. David i Diana mieli razem jedną córkę:
- Victoria Diana Cecil (ur. 28 czerwca 1947), żona Simona Patricka Leathama. Ma dzieci